# Brinkley (Arkansas)
Brinkley ist die bevölkerungsreichste Stadt im Monroe County, Arkansas, Vereinigte Staaten. Bei der Volkszählung von 2020 betrug die Einwohnerzahl 2700 gegenüber 3188 im Jahr 2010.

## Geschichte
1852 erhielt die Little Rock and Memphis Railroad Company unter ihrem Präsidenten Robert Campbell Brinkley Land für den Bau von Eisenbahnlinien. Der Bau der Eisenbahnverbindung zwischen Little Rock und Memphis führte zur Gründung der Stadt Brinkley, die etwa auf halbem Weg zwischen den beiden größeren Städten liegt. Vorher war der Ort als „Lick Skillet“ bekannt. Die formale Gründung Brinkleys fand 1872 statt.
Am 8. März 1909 zerstörte ein Tornado der Stufe F4 mit 49 Todesopfern einen Großteil der Stadt.

## Geografie
Brinkley liegt im nördlichen Monroe County, 69 Meilen (111 km) östlich von Little Rock, der Hauptstadt von Arkansas, und 72 Meilen (116 km) westsüdwestlich von Memphis, Tennessee.
Nach Angaben des United States Census Bureau hat die Stadt eine Gesamtfläche von 6,14 Quadratmeilen (15,9 km²), davon sind 5,69 Quadratmeilen (14,7 km²) Land und 0,46 Quadratmeilen (1,19 km²) oder 7,41 % Wasserflächen.

## Klima
Das Klima in dieser Gegend ist geprägt von heißen, feuchten Sommern und allgemein milden bis kühlen Wintern. Gemäß der Köppen-Geiger-Klimaklassifizierung hat Brinkley ein feuchtes subtropisches Klima, auf Klimakarten mit „Cfa“ abgekürzt.

## Persönlichkeiten
- Al Bell (* 1940), US-amerikanischer Musikproduzent, Songwriter und Musikmanager
- Louis Jordan (1908–1975), US-amerikanischer Jazz- und R&B-Musiker
- Tommy F. Robinson (1942–2024), US-amerikanischer Politiker